# Contea di Faleasao
La contea di Faleasao, in inglese Faleasao county, è una delle quattordici suddivisioni amministrative di secondo livello, delle Samoa Americane. L'ente fa parte del Distretto Manu'a, ha una superficie di 11,53 km² e 135 abitanti.

## Geografia fisica
Faleasao comprende la zona nord occidentale dell'isola Taʻu delimitata dalla punta Utumanu'a, il monte Lata, il monte Olotania e il monte Olomanu.

### Riserve naturali
- Parco nazionale delle Samoa americane

### Contee confinanti
- Contea di Ta'u (distretto Manu'a) -  sud
- Contea di Fitiuta (distretto Manu'a) -  est

## Villaggi
La contea comprende soltanto l'omonimo villaggio di Faleasao.